# Pothyne pici
Pothyne pici là một loài bọ cánh cứng trong họ Cerambycidae.